# Guilty Gear Strive
Guilty Gear Strive — відеогра у жанрі файтингу, розроблена Arc System Works та видана Arc System Works і Bandai Namco Entertainment. Це сьома основна гра серії Guilty Gear і 25-та загалом. Вона вийшла у червні 2021 року для PlayStation 4, PlayStation 5 і Windows, у липні того ж року — для японських аркад, у березні 2023-го — для Xbox One і Xbox Series X/S, а в січні 2025-го з'явилася на Nintendo Switch.
Guilty Gear Strive отримала позитивні відгуки від критиків, які відзначили її візуальний стиль, ігровий процес і якісний мережевий код. Станом на липень 2024 року грі вдалося продати тиражів на понад три мільйони копій.

## Геймплей
Guilty Gear Strive створена як повне переосмислення серії: вона зберігає основні риси франшизи, але водночас суттєво змінює багато її механік. Однією з головних відмінностей стало видалення фірмового прийому Instant Kill. Натомість з'явилася нова система «Wall Break», яка дозволяє змінювати локацію під час комбо, якщо супротивник опиняється у кутку арени.

## Сюжет
Події гри розгортаються після Guilty Gear Xrd і завершують історію Сола Бедгая (англ. Sol Badguy), також відому як The Gear Hunters Saga. Фінальна битва головного героя відбувається у Вашингтоні, де він стикається зі своїм давнім противником — Асукою Р. Кройцем, відомим як That Man.

## Основна історія
Через три тижні після поразки колишньої Sanctus Populi Ariels, I-No звільняє могутнього чарівника Happy Chaos'a із її тіла. Тим часом Asuka здається владі США і передає себе в руки президента Colin Vernon E. Groubitz. Його мета — взяти участь у мирному саміті G4, перебуваючи у камері, та звернутися до світових лідерів з проханням допомогти позбутися Tome of Origin і Sol Badguy'а.
Світові правителі побоюються атаки I-No і наймають лицарів із різних країн, зокрема Sol Badguy'a, який став легендарним героєм Gear, але досі залишається мисливцем за головами. Sol та його кохана Jack-O' спочатку відмовляються від цієї місії, але після попередження Ariels про змову I-No та Chaos погоджуються.
Звільнивши та підкоривши своєю волею самурая Nagoriyuki, I-No здається поліції Illyria, переконуючи світ у безпечності саміту. Проте Sol і Jack-O' відчувають небезпеку та намагаються схопити Chaos'a, але виявляють, що він створив зброю з матеріалів меча Nagoriyuki, здатну вбивати Gear та інших безсмертних. Під час допиту I-No згадує доброзичливого блондина з минулого. Jack-O' зізнається Sol'у і Ky Kiske, що I-No є «незавершеною» та має злитися зі своєю іншою частиною, щоб досягти божественного стану. Вона пропонує пожертвувати собою, аби перетворити I-No на звичайну людину, але Sol категорично відмовляється.
Розуміючи, що на G4 щось станеться, Sol вирушає до США разом із третім королем Illyria — Daryl. Тим часом Millia Rage та Zato-1 допомагають другому королю Illyria — Leo Whitefang'у — у розслідуванні.
Під час саміту Chaos підкорює охоронців Білого дому та бере дипломатів у заручники. Sol і Vernon, єдині, хто може відкрити камеру Asuka, втікають і викликають підкріплення з Zepp та Illyria. Chaos активує повітряний режим Білого дому — Tír na nÓg, а Asuka впізнає в ньому свого колишнього вчителя, людину, що принесла магію в цей світ. Дізнавшись про його наміри, Daryl переконує Chaos звільнити заручників, окрім Vernon'а, Sol'а та Asuka, а також агента Giovanna.
Тим часом Chipp Zanuff і Anji Mito проникають у Міністерство оборони, щоб підтвердити, що Chaos — ще один That Man, справжній винуватець Crusades. Вони припускають, що Chaos планує скерувати Білий дім у бік Мексики, де його зіб'ють, а в руїнах він знайде Tome'а. Sol намагається дізнатися слабке місце Chaos у Nagoriyuki, і той дозволяє собі програти, щоб звільнитися від контролю. Asuka обманює Chaos'а, змушуючи його заблокувати себе в рятувальній капсулі та запуститися на Землю.
Ky та Jack-O' прибувають у Білий дім, де Asuka пояснює, що забере Tome'а та решту життя проведе на Місяці. Він планував видалити Flame of Corruption з тіла Sol'а, дозволивши йому жити як звичайна людина під своїм справжнім ім'ям — Frederick Bulsara, і відновити їхню дружбу.
Однак солдати на Землі знаходять у капсулі не Chaos'а, а загіпнотизованого охоронця. Справжній Chaos все ще на кораблі й краде Tome'а у Asuka. Використовуючи його силу, він зливається з I-No, перетворюючи її на богиню. I-No долає всіх героїв і оголошує, що поділиться своєю силою зі світом, що, ймовірно, призведе до його загибелі.
Jack-O' намагається пожертвувати собою, але дух Aria переконує її жити для себе. Ky та Axl Low відволікають I-No, поки Vernon і Sol використовують Spiritas 48 із президентської зали Білого дому, щоб посилити меч Outrage і перетворити його на лазерну гармату. Nagoriyuki розкриває, що слабке місце Chaos знаходиться на його правій долоні, і допомагає Sol'у завдати вирішального удару. I-No отримує смертельне поранення й, помираючи, усвідомлює, що Axl був тим самим блондином з її минулого, що приносить їй спокій.
Після цього Sol'а офіційно оголошують загиблим. Насправді він виходить на пенсію та живе під своїм справжнім ім'ям — Frederick, разом із Jack-O'. Він працює над створенням ракети, щоб відвідати Asuka, який тепер веде радіошоу.
Axl возз'єднується зі своєю коханою Megumi, яка була альтернативним минулим втіленням I-No. Імовірно, вона отримала здібність до подорожей у часі від своєї загиблої майбутньої версії.
У сцені після титрів Chaos з'являється самотнім на невідомому пляжі.

## Розробка
Після того як було підтверджено, що нова частина серії Guilty Gear перебуває в розробці на EVO 2018 компанією Arc System Works, гра була вперше представлена світовій аудиторії та анонсована з робочою назвою New Guilty Gear, на якій демонструвались нові графічні можливості за допомогою Unreal Engine 4 та механіка Wall Break на EVO 2019. Два дні по тому була повністю розкрита головна музична тема гри — Smell of the Game, яка стала промозаписом. Назва Guilty Gear Strive була оголошена в трейлері в листопаді 2019 року.
За словами режисера Акіри Катано, команда ставила за мету залучити більше гравців, зробивши ігровий процес Strive легшим для сприйняття порівняно з попередніми іграми серії Guilty Gear, але не спрощуючи його. Він пояснив, що багато файтинг-ігор мають проблему: глядачам і новачкам важко зрозуміти високий рівень гри, що може зменшити їхній інтерес до перегляду або вдосконалення своїх навичок. На відміну від інших частин, у Strive відсутні детальні пояснення механік гри в туторіалі, щоб «[…] показати новим гравцям, що можна отримувати задоволення від файтинг-ігор, навіть не знаючи всіх механік бою […]». Мережева гра також не включає Рейтинговий режим, режим гри, в якому гравці змагаються за рівнем майстерності, визначеним кількістю виграних матчів, щоб не примушувати гравців постійно удосконалюватися, граючи проти більш досвідчених суперників, та дозволяти їм грати в своєму темпі.
Випуск гри було відкладено в травні 2020 року на невизначену дату в 2021 році через вплив пандемії COVID-19. Після того, як перша публічна бета-версія вийшла в лютому 2021 року, гру знову відклали з 9 квітня 2021 року на 11 червня, оскільки команда розробників внесла корективи в деякі аспекти гри на основі відгуків фанатів. Друга публічна бета-версія з'явилася в травні 2021 року для збору додаткових відгуків. Під час публічної бета-фази мережева гра отримала високу оцінку від гравців.
Спочатку планувалося, що гра буе ддоступна в японських аркадних залах в той самий день, що й домашні версії. В червні 2021 року компанія Arc System Works оголосила, що реліз в аркадах буде відкладено, оскільки тестування гри в магазинах було ускладнене під час пандемії COVID-19.

## Аніме адаптація
Guilty Gear Strive: Dual Rulers — японський аніме-серіал, заснований на відеогрі Guilty Gear Strive. Серіал є продовженням історії гри та був офіційно анонсований 14 червня 2024 року. Виробництвом займається студія Sanzigen, режисером виступає Шігеру Морікава, асоційованим продюсером — Сейджі Мізушіма, сценарії до серіалу пише та курує Норіміцу Кайхо, а композитором є Ріо Такахаші.
Події серіалу відбуваються після двох сюжетних ліній оригінальної гри. Прем'єра відбулася 5 квітня 2025 року на телеканалі Tokyo MX та інших мовниках. Відкривальна тема серіалу — пісня «AXCLUSION» у виконанні рок-гурту «ulma sound junction». Права на міжнародну дистрибуцію серіалу придбала компанія Crunchyroll.